# Eryngium ilex
Eryngium ilex là một loài thực vật có hoa trong họ Hoa tán. Loài này được P.H.Davis mô tả khoa học đầu tiên năm 1962.